# توینک‌های فرانسوی
توینک‌های فرانسوی، یک استودیوی پورنوگرافیک همجنسگرایانه مستقر در فرانسه است که توسط کارگردان و تهیه کننده آنتوان لِبِل در سال ۲۰۱۳ تأسیس شده است.

## خطوط سری‌های ویدئویی
- دوستان و رفقا[۴][۵]
- پورن استارهای کارآموزی
- توینک‌های فرانسوی،
- گی، چالش[۶][۷]

## مدل‌های انحصاری
- آبل لاکورت[۸]
- پل دیلای[۹]
- متیو لوین[۱۰]
- نولان لاکرویکس[۱۱]
- الکس تیولی[۱۲]
- کامیل کِنزو[۱۳][۱۴]
- باپتیستِ گارسیا[۱۵]
- کریس لُون[۱۶]
- رابین کستل[۱۷]